# Lasinja-Kultur
Die Lasinja-Kultur ist eine archäologische Kultur mit Schwerpunkt in Nord- und Zentralkroatien aus der Kupfersteinzeit um 4350 bis 3950 v. Chr. Namensgeber ist der Ort Lasinja am rechten Ufer des Flusses Kupa, südlich von Zagreb. Siedlungen dieser Kultur wurden im gesamten Gebiet zwischen den Flüssen Save, Drau und Donau entdeckt, von Vukovar im Osten bis zum Velebit-Gebirge im Südwesten. Neben Nord- und Zentralkroatien fanden sich Spuren ihrer Verbreitung auch in Nordbosnien, Westungarn, Slowenien, Österreich sowie in jüngerer Zeit auch in Westserbien. Die Lasinja-Kultur weist noch Traditionen des späten Neolithikums auf, obwohl sie von der Chronologie her der mittleren Kupfersteinzeit zugerechnet wird.

## Fundorte und ihre Entdecker
Als Entdecker der Lasinja-Kultur für die verschiedenen Fundstellen gelten u. a. in Österreich in den 1950er Jahren Richard Pittioni, in Slowenien und im nordwestlichen Kroatien Josip Korošec (1958), in Bosnien Alojz Benac (1964) und in Ungarn Nándor Kalicz (1974). Erste Untersuchungen der Lasinja-Kultur in Nordkroatien nahmen der Amateurarchäologe Vjekoslav Dukić und der Varaždiner Archäologe Stjepan Vuković in den 1950er Jahren vor.
Die erste systematische Beschreibung und Identifizierung der Lasinja-Kultur nahm Stojan Dimitrijević 1979 vor. Er charakterisierte die Kultur als ein eigenes Phänomen des Eneolithikums, sowohl für das nördliche Kroatien, als auch für Slowenien und Bosnien. Im Gegensatz dazu werden Funde in Transdanubien und in Ungarn der sogenannten Balaton-Lasinja-Kultur zugerechnet.

## Phasen der Lasinja-Kultur
Stojan Dimitrijević unterteilte die Lasinja-Kultur in drei Entwicklungsphasen und vier Stufen (I, IIA, IIB und III) ein. Der ersten Phase werden die Fundstelle Vis I Modran bei Derventa sowie einige andere Fundstellen zugerechnet. Zur weiter entwickelten Phase IIB werden die Funde Bentež (in der Nähe des Dorfes Beketinci) und Pavlovac bei Križevci gerechnet, während die dritte Phase hauptsächlich aus Fundstellen im Požega-Becken und den Funden aus Koška (Kroatien) sowie aus den Fundstellen in Ungarn besteht.

## Periodisierung von Funden in Kroatien
Daten für die Lasinja-Kultur in Kroatien reichen von 4350 bis 3950 v. Chr. (Balen 2010)
- Tomašanci, Palača: 4340–3950 CalBC
- Jurjevac, Stara Vodenica: 4320–3940 CalBC
- Đakovački Selci, Pajtenica: 4350–3710 CalBC
- Jakšić, Grab: 4320–4050 CalBC
- Potočani: 4250–4040 CalBC

Für Fundorte in Lasinja in Zentralkroatien in der Nähe von Varaždin wurden folgende Daten ermittelt:
- Blizna: 4208 calBC
- Gromača: 4293 calBC
- Gornji Pustakovec: 3569 bis 3461 calBC

## Fundstätte Bentež (Beketinci)
Die Fundstätte Bentež befindet sich im unteren Teil der Schwemmlandebene südlich von Osijek, die von den Wasserläufen Karašica, Vučica und Vuka durchzogen wird, wobei der älteste Teil des Areals zur Lasinja-Kultur der Äneolithikum-Periode um ca. 6000 vor heute, d. h. vom Ende des 5. und Anfang des 4. Jahrtausends v. Chr. zugerechnet wird. Die Fundstätte umfasst insgesamt eine Fläche von etwa 30.900 m² und ist Teil einer ausgedehnten Siedlung. Im westlichen ca. 24.700 m² großen Teil der Siedlung fand man einen Arbeitsbereich der aus mehreren Tongruben und zwei großen Öfen zum Brennen von Tongefäßen und Gegenständen bestand.
Im östlichen – dem bewohnten Teil der Siedlung – fand man drei große Grubenhäuser mit den Ausmaßen 20 × 30 m, dazugehörend jeweils einen Brunnen, sowie Fundamente von fünf oberirdischen Häusern mit rechteckigem Grundriss. Das größte der oberirdischen Häuser maß 30 × 12 m, während die kleineren Häuser 10 × 5 m bzw. 8 × 5 m maßen und aus zwei Räumen bestanden. Zu den gefundenen Töpferwaren gehörten große und kleine Töpfe, sowie Schalen, Pfannen und Keramiklöffel.
Neben der an der Fundstelle entdeckten Keramik wurden auch ältere lithische Funde gemacht – Fragmente von Steinwerkzeugen und Schaftlochäxten. Das archäologische Material wird der späten Phase der Lasinja-Kultur, die zwischen 3960 und 3360 v. Chr. datiert wird, zugerechnet.